# Прокл (тиран)
Прокл (др.-греч. Προκλέης, Προκλῆς; VII—VI века до н. э.) — древнегреческий политический деятель, тиран Эпидавра.
Сохранившиеся источники содержат немного данных о Прокле, и даже этим он обязан тому, что был тестем Периандра, тирана Коринфа. Правление Прокла в городе Эпидавр в Арголиде датируется, исходя из этого свойства, концом VII или (самое позднее) началом VI века до н. э. Прокл был женат на Эрисфении, дочери аркадского царя Аристократа II; существует предположение, что он не принадлежал к дорийцам и получил власть как вождь демократического движения, направленного против дорийской аристократии. О том, каким был установленный Проклом в Эпидавре режим, источники ничего не сообщают. Только один факт, упоминание Плутархом убийства афинянина Тимарха, может указывать на то, что Прокл был жестоким правителем.
Дочь Прокла Мелисса (в детстве она носила имя Лисидика) родила Периандру дочь и двух сыновей, Кипсела и Ликофрона. Геродот рассказывает, что Периандр жестоким обращением довёл беременную жену до преждевременной смерти. Тогда Прокл настроил внука, Ликофрона, против отца. Периандр двинулся против тестя войной, победил его и взял в плен, а Эпидавр присоединил к своим владениям. По версии, переданной Плутархом, Прокла убили друзья Тимарха.